# Erlangen (Schiff, 1929)
Die Erlangen war ein deutsches Frachtturbinenschiff, welches in Neuseeland vom Ausbruch des Zweiten Weltkrieges überrascht wurde. In einer spektakulären Fahrt gelang ihr die Flucht in das damals neutrale Chile. Beim Versuch, als Blockadebrecher Deutschland zu erreichen, versenkte die Besatzung das Schiff am 25. Juli 1941 südöstlich der Mündung des Río de la Plata, um nicht vom britischen Kreuzer Newcastle aufgebracht zu werden.

## DieErlangenals Blockadebrecher

### Geschichte
Das Frachtschiff Erlangen wurde im Auftrag des Norddeutschen Lloyd (NDL) bei Blohm & Voss in Hamburg gebaut. Sie erhielt die Baunummer 484, Stapellauf war am 31. August 1929, die Jungfernfahrt fand schon am 2. November desselben Jahres statt. Sie war das dritte Schiff der Frankfurt-Klasse, die für den Australien- und Neuseelanddienst bestimmt waren. Im Unterschied zu ihren vom Bremer Vulkan gebauten Vorgängerinnen Frankfurt und Chemnitz, die mit Dreifach-Expansionsdampfmaschinen ausgerüstet wurden, war Erlangen ein Turbinenschiff. Ihr Schwesterschiff und letztes Schiff dieser Klasse war die ebenfalls von Blohm & Voss gebaute Goslar, die in der Nacht vom 9. auf den 10. Mai 1940 vor Paramaribo in Suriname durch die Besatzung zum Sinken gebracht wurde. Durch die geringe Wassertiefe ist sie nie ganz gesunken. Bis heute (Februar 2015) ist diese „eiserne Insel“ zu sehen.

### Die Fahrt zu den Aucklandinseln
Am 24. August 1939 lief die Erlangen, unter dem Kommando von Kapitän Alfred Grams, in den Hafen Dunedin auf der Südinsel Neuseelands ein. An Bord befand sich eine Crew von 13 deutschen Offizieren und 50 chinesischen Besatzungsmitgliedern. Leitender Ingenieur („Chief“) war Heinrich Wehrmeyer, der einen Bericht über die Fluchtfahrt verfasste. Am 26. August erreichte die Erlangen das QWA (Funkspruch von außerordentlicher Bedeutung) mit der Nachricht drohender Kriegsgefahr und der Anweisung, in vier bis fünf Tagen einen neutralen Hafen anzulaufen. Die nächsten sicheren Häfen waren allerdings rund 5.000 Seemeilen entfernt. An Bord befand sich noch ein Kohlevorrat für etwa 1.200 Seemeilen, der vorhandene Proviant reichte für eine solche Strecke ebenfalls nicht aus. Beim Bunkern von Kohle im ursprünglich dafür vorgesehenen Hafen Port Kembla bestand die Gefahr der Festsetzung von Schiff und Besatzung. Die Schiffsführung beschloss daher, an einem abgeschiedenen und vor Entdeckung möglichst sicheren Ankerplatz die weitere Entwicklung in Europa abzuwarten. Die chinesische Mannschaft erklärte sich, nach der Versicherung, dass ihre Heuer bis zum neuen Ankunftshafen bezahlt würde, bereit, an Bord zu bleiben. Am 28. August verließ die Erlangen Dunedin. Ausklariert wurde mit Zielhafen Port Kembla in Australien, eigentliches Ziel jedoch waren die 250 Seemeilen entfernten Aucklandinseln. Zuerst wurde dicht unter Land Kurs auf den angegebenen Zielhafen gehalten. Kapitän Grams änderte bei Einbruch der Dunkelheit den Kurs zuerst nach Ost in den Pazifik und ließ, nachdem man sich von den Dampferrouten weit genug entfernt hatte, Kurs Süd laufen. Am 29. August wurden die Aucklandinseln an der östlichen Einfahrt des Kanals zwischen der Hauptinsel und Adams Island erreicht. Aufgrund schlechten Wetters und des unzureichenden Kartenmaterials wagte man erst am nächsten Tag die Einfahrt in den schmalen, fjordähnlichen Kanal, der im englischen Segelhandbuch als Carnley Harbour bezeichnet wird. Am Abend des 30. August ging die Erlangen im North Arm vor Anker.

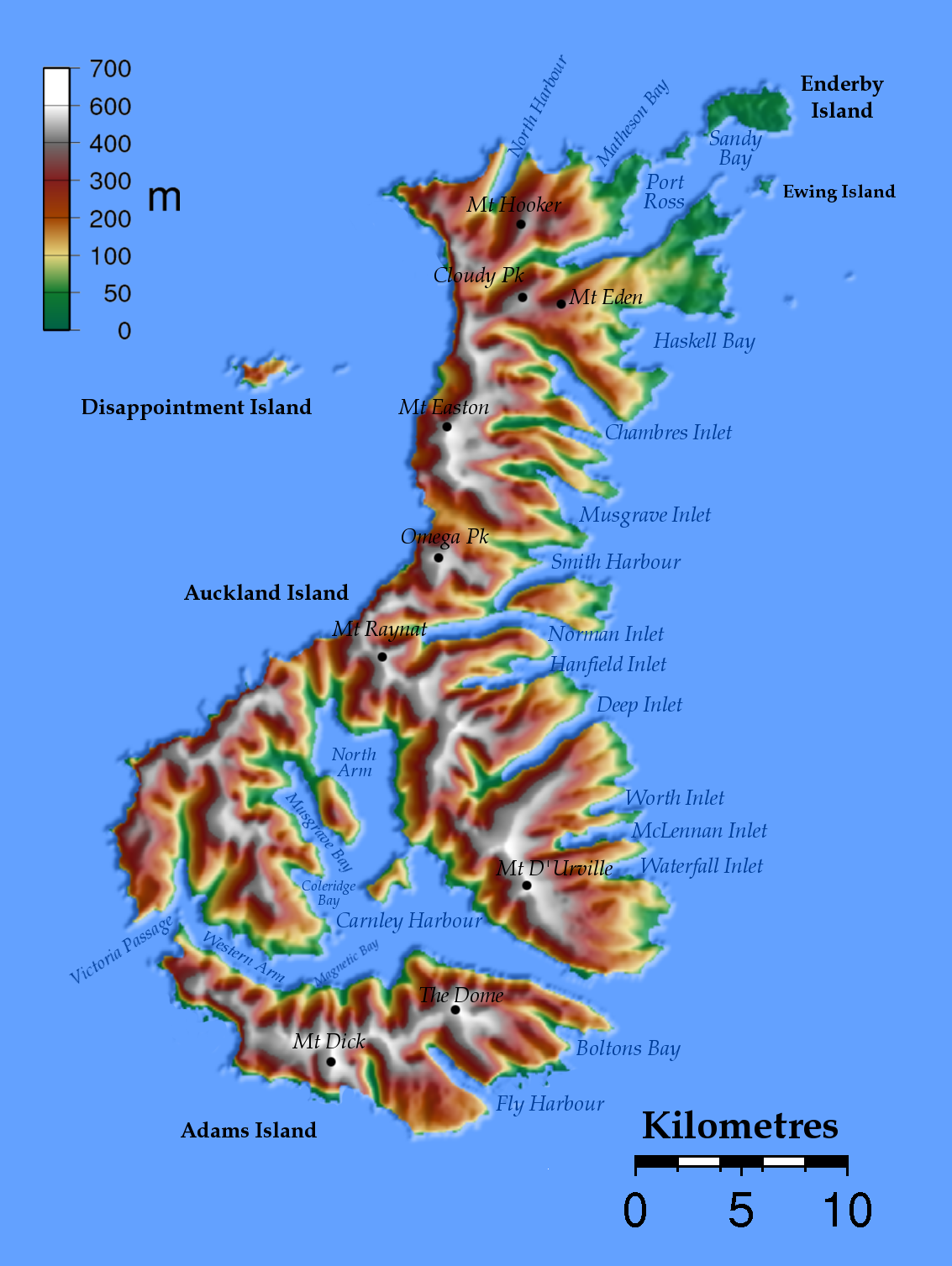
Aucklandinseln

### Aufenthalt auf den Aucklandinseln
Die erste Erkundung der Umgebung ergab, dass sowohl reichlich Brennholz als Ersatz für die fehlende Kohle sowie Trinkwasser vorhanden war. Eine üppige Population von Wildgänsen und zahlreiche Miesmuschelbänke ermöglichten die dringend notwendige Aufstockung des Proviants. Das vorgefundene Proviantdepot, welches für Schiffbrüchige angelegt wurde, blieb unangetastet. Man fürchtete, bei einer Routinekontrolle eine Entdeckung zu riskieren. Die Berechnung des benötigten Brennstoffvorrates ergab, dass man, um einen chilenischen Hafen zu erreichen, zusätzlich zu der noch vorhandenen Kohle mindestens 400 Tonnen Holz benötigen würde. Am 10. September erreichte die Erlangen dann die Nachricht, dass sich das Deutsche Reich jetzt auch mit Neuseeland im Krieg befand. Da die Aucklandinseln nur eine Flugstunde von Dunedin entfernt liegen, bestand nun die konkrete Gefahr einer Entdeckung. Am 29. September erschien der neuseeländische Kreuzer HMNZS Leander auf der Suche nach der Erlangen vor der Einfahrt von Carnley Harbour. Aufgrund der schlechten Wetterverhältnisse und nachdem das Verpflegungsdepot auf der Musgrave Halbinsel unberührt vorgefunden wurde, fuhr die Leander nicht in den Kanal ein. Das Bordflugzeug vom Typ Fairey Seafox wurde nicht eingesetzt. Daher wurde die Erlangen nicht an ihrem ca. 12 sm nördlich liegenden Liegeplatz entdeckt. Es wurde allerdings schon vor diesem „Besuch“ beschlossen, zur Verringerung der Liegezeit mit einem geringeren Holzvorrat auszulaufen, da sich abzeichnete, dass man nicht gleichzeitig genügend Proviant und Holz einsammeln konnte. Um dies zu ermöglichen, sollten die in der Region zu dieser Jahreszeit vorherrschenden Westwinde genutzt werden. Unter Leitung des Ersten Offiziers wurde daraufhin eine Hilfsbesegelung aufgeriggt. Der gelbe Schornstein wurde schwarz „gepönt“, der Schiffsname wurde in Bengalen und der Heimathafen in Amsterdam abgeändert. Ob diese „Tarnung“ auch beim letzten Durchbruchsversuch benutzt wurde, ist unklar. Am 7. Oktober 1939 verließ die Erlangen mit nur zusätzlichen 240 Tonnen Brennholz ihren Ankerplatz mit Kurs auf Chile.

### Fahrt nach Chile
Zuerst wurde Kurs Süd gesteuert, um den Dampferouten auszuweichen; je mehr Südbreite gewonnen wurde, desto schwächer wurden aber die Winde. Daher musste Erlangen wieder nach Norden dampfen, um die „Roaring Forties“ zu erreichen. Bei den Berechnungen war Kapitän Grams von einer Durchschnittsgeschwindigkeit im kombinierten Dampf/Segelbetrieb von 12 Knoten ausgegangen. Dies hätte eine Reisezeit von 17 Tagen bedeutet. Die tatsächliche Reisezeit betrug dann aber aufgrund von ungünstigen Wetterverhältnisse 35 Tage. Der Proviant wurde von den diesbezüglich sowohl einfallsreichen als auch leidensfähigen chinesischen Besatzungsmitgliedern so gestreckt, dass dieser bis zum Ende der Reise ausreichte. Durch diese Mangelernährung verstarb jedoch ein chinesischer Heizer an Beriberi. Es gelang den Ingenieuren, den Brennstoffverbrauch durch verschiedene Maßnahmen zu verringern. Ein Beispiel sind stählerne Wannen, angefertigt um beim Beschicken der Kessel die Feuertür zu verschließen und dadurch den Verlust an Heizkraft zu senken. Am Ende der Reise war es dennoch nötig, 210 Tonnen des im Schiff verbauten Holzes zu verfeuern. Am 11. November um 7 Uhr wurde vor dem Hafen Ancud auf Reede der Anker geworfen. Die Erlangen hatte laut Logbuch auf dieser Reise 4.826 Seemeilen zurückgelegt, davon wurden auf 1.507 Seemeilen ausschließlich die Segel genutzt, die Durchschnittsgeschwindigkeit betrug 5,7 Knoten.

### Aufenthalt in Chile
Die Erlangen lief noch am gleichen Tag nach Puerto Montt aus, dort befand sich auch die nächste Agentur des NDL. Sie erreichte den Hafen am 12. November 1939, wo sie die nächsten eineinhalb Jahre verblieb. In dieser Zeit wurde die Crew von der deutschen Gemeinde betreut, einzelne arbeiteten auch in der Landwirtschaft. Im Mai 1941 kam aus Berlin der Befehl, das Schiff mit kriegswichtigen Rohstoffen, unter anderem Molybdän und Wolfram zu beladen und als Blockadebrecher den Durchbruch nach Deutschland zu versuchen. Die inzwischen abgemusterteten chinesischen Mannschaftsmitglieder wurden durch Seeleute von in Chile aufliegenden deutschen Schiffen (z. B. von dem Segelschiff Priwall), sowie durch Chile-Deutsche ersetzt. Erstes Ziel war der 2.700 Seemeilen entfernte argentinische Hafen Mar del Plata, wo die Ladung, sowie Proviant und Kohle an Bord genommen werden sollte. Der Hafen wurde am 3. Juni 1941 erreicht, ohne dass die Royal Navy das Schiff entdeckt hatte. Dies änderte sich nach Einfahrt in den Hafen und die britische Regierung versuchte daraufhin alles, um die Weiterfahrt der Erlangen zu behindern. Die Eisenbahnen Argentiniens waren in Hand britischer Aktionäre, daher musste Kohle und Ladung per Lastwagen angeliefert werden. Der Auslauftermin verzögerte sich daher bis Ende Juli. Insgesamt wurden ca. 1.000 Tonnen Kohle und ca. 5.000 Tonnen Ladung geladen. Ein von einem deutschen Kaufmann gechartertes Flugzeug untersuchte die La Plata Mündung und das angrenzende Seegebiet, fand aber keine Hinweise für die Anwesenheit britischer Kriegsschiffe. Am 23. Juli 1941 verließ die Erlangen bei dichtem Nebel Mar del Plata mit Ziel Deutschland, an Bord war eine Besatzung von 56 Seeleuten und Offizieren.

### Der gescheiterte Durchbruch
Zwischenzeitlich war der britische Kreuzer HMS Newcastle auf die Erlangen angesetzt. Aufgrund des Ausfalls der Radaranlage und den schlechten Sichtbedingungen gelang es der Newcastle nicht, die Erlangen direkt abzufangen. Die Schiffsführung der Newcastle ging davon aus, dass die Erlangen erst mit Ostkurs in den Atlantik fahren würde, um dann nach Norden abzudrehen. Durch starken Nebel behindert, steuerte die Newcastle Kurs auf den möglichen Abfangpunkt, das Bordflugzeug vom Typ Supermarine Walrus sichtete die Erlangen am Morgen des 25. Juli. Kapitän Grams befahl die Mannschaft in die Boote und ließ die vorbereiteten Sprengladungen zünden, um das Schiff zu versenken. Der genaue Ablauf nach der Evakuierung des Schiffes ist unklar. Die offizielle Seekriegsgeschichte der Royal Navy spricht von „energischen Versuchen, die Mannschaft zu zwingen, an Bord zurückzukehren, um das Schiff zu retten“, man wollte die wertvolle Prise unbedingt aufbringen. Nach Aussagen ehemaliger Besatzungsmitglieder eröffnete die Newcastle mit leichten Waffen das Feuer auf die Boote, wobei drei Seeleute ums Leben kamen. Die Erlangen versank erst nach 12 Stunden und nach einem vergeblichen Abschleppversuch; die Überlebenden wurden erst am Abend von der Newcastle als Kriegsgefangene an Bord genommen.

## Reisedaten
- Reise von Dunedin zu den Aucklandinseln, 28. August bis 30. August 1939; Strecke ca. 350 sm
- Aufenthalt Aucklandinseln North Arm, 30. August bis 7. Oktober 1939.
- Reise von den Aucklandinseln nach Ancud, 7. Oktober bis 11. November 1939; Strecke 4826 sm
- Reise von Ancud nach Puerto Montt, 11.–12. November 1939; Strecke ca. 70 sm
- Aufenthalt Puerto Montt, 12. November 1939 bis Mai 1941.
- Reise Puerto Montt nach Mar del Plata, Mai bis 3. Juli 1941; Strecke ca. 2700 sm
- Reise von La Plata bis zum Ort der Selbstversenkung, 23.–25. Juli 1940; Strecke ca. 350 sm

Gesamtstrecke ca. 8.300 sm
Gesamtreisezeit 28. August 1939 bis 25. Juli 1941, 697 Tage

## Technische Beschreibung

### Rumpf
- Rumpftyp: Dreiinseltyp
- Rumpfform: ausfallender Bug, Dampferheck
- Bauweise: Stahlrumpf, Querspantbauweise

### Kapazität
- Tragfähigkeit: 9.690 tdw
- Vermessung: 6.040 BRT
- Passagiere: 6 Kajütpassagiere

### Maschine
- Hauptmaschine: 1 Satz Getriebeturbinen, Hersteller B&V
- Leistung: 3.800 PSw
- Antrieb: ein Festpropeller

### Rigg, Takelung und Segel
- Rigg: Hilfsrigg bei der Reise von den Aucklandinseln nach Chile
- Takelung: zwei Pfahlmasten (vorhandene Lademasten), zwei Rahen aus den Ladebäumen gefertigt
- Besegelung: zwei Rahsegel, mehrere Stagsegel, ca. 1700 m² Segelfläche

## Trivia
Der amerikanische Autor Andrew Geer veröffentlichte 1949 den Roman Sea Chase, der von der Fahrt der Erlangen inspiriert war. 1955 wurde dieser mit John Wayne als Kapitän Ehrlicher verfilmt, der deutsche Titel lautet Der Seefuchs. Die Reise des heruntergekommenen Trampfrachters Ergenstrasse und sein Untergang vor Norwegen hat aber kaum Bezug zum historischen Vorbild.
Auf den Aucklandinseln kann man noch heute die Stellen erkennen, an denen das Holz gefällt wurde, diese werden von den Neuseeländern als „Erlangen Clearing“ bezeichnet.